# Lulworthiales
Lulworthiales is een orde van Sordariomycetes uit de subklasse Sordariomycetidae.

## Taxonomie
De taxonomische indeling van de Lulworthiales is als volgt:
Orde: Lulworthiales
- Familie: Lulworthiaceae